# ولکان اوزدمیر
ولکان اوزدمیر (انگلیسی: Volkan Oezdemir؛ زادهٔ ۱۹ سپتامبر ۱۹۸۹) ورزشکار هنرهای رزمی ترکیبی اهل سوئیس است.